# Природно-заповідний фонд Шумського району
Станом на 1 січня 2017 року на території Шумського району є 37 територій та об'єктів природно-заповідного фонду загальною площею 11924,06 га, що становить 13,22 % території району.
- 1 національний природний парк площею 4086,6 га,
- 3 заказники загальнодержавного значення загальною площею 4007,28 га:
  - 1 лісовий заказник площею 3864,0 га (фактична площа 3856,78),
  - 2 ботанічні заказники площею 143,28 га,
- 10 заказників місцевого значення загальною площею 3681,6 га:
  - 3 ботанічні заказники загальною площею 102,0 га,
  - 1 гідрологічний заказник загальною площею 66,5 га,
  - 1 орнітологічний заказник загальною площею 6,6 га,
  - 4 загальнозоологічні заказники загальною площею 3465,0 га,
  - 2 зоологічні заказники загальною площею 33,0 га,
- 21 пам'ятка природи місцевого значення загальною площею 96,88 га:
  - 6 геологічних пам'яток природи загальною площею 31,8 га,
  - 15 ботанічних пам'яток природи загальною площею 65,08 га,
- 1 заповідне урочище загальною площею 47,0 га,
- 1 дендрологічний парк місцевого значення загальною площею 4,7 га.

Входить до складу територій ПЗФ інших категорій 15 об'єктів загальною площею 847,92 га.

## Природні парки
| №                           | Назва території або об'єкта | Площа, га | Рішення про створення (зміну) | Розташування | Керуюча організація | Світлина, альбом |
| --------------------------- | --------------------------- | --------- | ----------------------------- | ------------ | ------------------- | ---------------- |
| Національний природний парк |                             |           |                               |              |                     |                  |
| 1.                          |                             |           |                               |              |                     |                  |

## Заказники
| №                                               | Назва території або об'єкта | Площа, га | Рішення про створення (зміну) | Розташування | Керуюча організація | Світлина, альбом |
| ----------------------------------------------- | --------------------------- | --------- | ----------------------------- | ------------ | ------------------- | ---------------- |
| Ботанічні заказники загальнодержавного значення |                             |           |                               |              |                     |                  |
| 1.                                              |                             |           |                               |              |                     |                  |
| Ботанічні заказники місцевого значення          |                             |           |                               |              |                     |                  |
| 1.                                              |                             |           |                               |              |                     |                  |

## Пам'ятки природи
| №                                                | Назва території або об'єкта | Площа, га | Рішення про створення (зміну) | Розташування | Керуюча організація | Світлина, альбом |
| ------------------------------------------------ | --------------------------- | --------- | ----------------------------- | ------------ | ------------------- | ---------------- |
| Геологічні пам'ятки природи місцевого значення   |                             |           |                               |              |                     |                  |
| 1.                                               |                             |           |                               |              |                     |                  |
| Гідрологічні пам'ятки природи місцевого значення |                             |           |                               |              |                     |                  |
| 1.                                               |                             |           |                               |              |                     |                  |
| Ботанічні пам'ятки природи місцевого значення    |                             |           |                               |              |                     |                  |
| 1.                                               |                             |           |                               |              |                     |                  |

## Парки-пам'ятки садово-паркового мистецтва
| №  | Назва території або об'єкта | Площа, га | Рішення про створення (зміну) | Розташування | Керуюча організація | Світлина, альбом |
| -- | --------------------------- | --------- | ----------------------------- | ------------ | ------------------- | ---------------- |
| 1. |                             |           |                               |              |                     |                  |

| №   | Назва території або об'єкта             | Площа, га | Рішення про створення (зміну) | Розташування | Керуюча організація                                                                                    | Світлина, альбом |
| --- | --------------------------------------- | --------- | --- | --- | --- | ---------------- |
| 1   | Кременецькі гори                        | 6951.2    | Кременецький та Шумський райони, кв.кв. 40, 41, 43, 44, 46, 47, 71 Кременецького лісництво, кв. 19-22, 24-53, 55-68 Білокриницьке лісництво, кв.кв. 55-88, кв. 90 вид. 1-8, 9.1, 10-18, 20-25, 27-31, кв. 91 вид. 11, 3-9, 10.1, 11-20, кв.кв. 92-93, 95 Волинське лісництво ДП "Кременецьке лісове господарство]] | Міністерство екології та природних ресурсів України, Державне підприємство «Кременецьке лісове господарства» -5792,6 га, природний заповідник «Медобори» — 1000,0 га, КРЛП «Кремліс» — 137,0 га | Указ Президента України від 11.12.2009 р. № 1036/2009                                                  |                  |
| 2   | Суразька дача                           | 3864.0    | Шумський район, с. Сураж, с. Андрушівка, с. Васьківці, Суразьке лісництво, кв. 39-174, лісове урочище «Суразька дача» | ДП «Кременецьке лісове господарство» | Постанова Ради Міністрів УРСР від 03.08.1978 р. № 383                                                  |                  |
| 6   | Довжоцький                              | 105.0     | Шумський район, с. Башківці, Білокриницьке лісництво, кв. 64, лісове урочище «Антонівці-Свинодебри» | ДП «Кременецьке лісове господарство» | Постанова Ради Міністрів УРСР від 07.01.1987 р. № 2                                                    |                  |
| 9   | Ваканци                                 | 56.88     | Кременецький район, села: Плоске, Чугалі; Шумський район, с. Вілія | Плосківська сільська рада — 5,8 га, Чугалівська сільська рада — 10,3 га, Вілійська сільська рада — 38,28 га                                                                                     | Указ Президента України від 27.07.2016 р.                                                              |                  |
| 27  | Стіжоцькі чорниці № 1                   | 61.0      | Шумський район, с. Стіжок, Волинське лісництво, кв. 20, 21 вид. 1, лісове урочище «Антонівці-Свинодебри» | ДП «Кременецьке лісове господарство» | Рішення ВК ТОР від 30.08.1990 р. № 189, зі змінами, затвердженими рішенням ТОР від 27.04.2001 р. № 238 |                  |
| 28  | Стіжоцькі чорниці № 2                   | 41.0      | Шумський район, с. Стіжок, Волинське лісництво, кв. 9, лісове урочище «Антонівці-Свинодебри» | ДП «Кременецьке лісове господарство» | Рішення ВК ТОР від 30.08.1990 р. № 189                                                                 |                  |
| 6   | Кутянський луг                          | 66.5      | Шумський район, с. Андрушівка, водно-болотний масив у заплаві р. Кутянка | Андрушківська сільська рада — 58,88 га, Возняк Д. Ф. — 7,62 | Рішення ВК ТОР від 30.08.1990 р. № 189, зі змінами, затвердженими рішенням ТОР від 27.04.2001 р. № 238 |                  |
| 1   | Солов'їний гай                          | 6.6       | Шумський район, с. Онишківці, східна околиця, невеликі ліски біля автошляху Шумське-Боложівка | Онишковецька сільська рада | Рішення ТОР від 18.03.1994 р., зі змінами, затвердженими рішенням ТОР від 27.04.2001 р. № 238          |                  |
| 28  | Котячин-Биківці                         | 178.0     | Шумський район, с. Жолоби, Забарівське лісництво, кв. 37-39, лісове урочище «Котячин», «Биковиччина» | ДП «Кременецьке лісове господарство» | Рішення ВК ТОР від 30.06.1986 р. № 198                                                                 |                  |
| 29  | Зелений дуб-2                           | 518.0     | Шумський район, с. Руська Гута, Суразьке лісництво, кв. 12-31, лісове урочище «Зелений дуб-2» | ДП «Кременецьке лісове господарство» | Рішення ВК ТОР від 30.06.1986 р. № 198                                                                 |                  |
| 30  | Волинський                              | 689.0     | Шумський район, с. Забара, Волинське лісництво, кв. 62, 63, 71-76, 86-88, 95, лісове урочище «Антонівці-Свинодебри» | ДП «Кременецьке лісове господарство» | Рішення ВК ТОР від 30.06.1986 р. № 198                                                                 |                  |
| 31  | Людвище                                 | 2080.0    | Шумський район, с. Людвище, угіддя в межах сільської ради | ДП «Кременецьке лісовне господарство» | Рішення ВК ТОР від 30.06.1986 р. № 198                                                                 |                  |
| 32  | Цеценівський бобрів гай                 | 26.5      | Шумський район, с. Цеценівка, заплава р. Вілія у межах населеного пункту | Цеценівська сільська рада | Рішення ТОР від 18.03.1994 р., зі змінами, затвердженими рішенням ТОР від 25.01.2005 р. № 382          |                  |
| 33  | Рохманівський Бобрів гай                | 15.0      | Шумський район, с. Рохманів, на місці колишніх торфорозробок, заплава р. Вілія | Рохманівська сільська рада | Рішення ТОР від 18.03.1994 р.                                                                          |                  |
| 50  | Гора «Пустельна»                        | 2.0       | Шумський район, с. Іловиця | Іловицька сільська рада | Рішення ВК ТОР від 13.12.1971 р. № 645                                                                 |                  |
| 56  | Відслонення нижнього сармату в Залісцях | 0.5       | Шумський район, с. Залісці, біля млина, на лівому схилі потічка | Залісцівська сільська рада | Рішення ВК ТОР від 27.12.1976 р. № 637                                                                 |                  |
| 59  | Гора «Стіжок»                           | 9.8       | Шумський район, с. Стіжок, Волинське лісництво, кв. 55 вид. 13-16, кв. 56 вид. 10-11, лісове урочище «Антонівці-Свинодебри» | ДП «Кременецьке лісове господарство» | Рішення ВК ТОР від 13.12.1971 р. № 645                                                                 |                  |
| 60  | Данилова гора                           | 11.2      | Шумський район, с. Антонівці, Волинське лісництво, кв. 92 вид. 33, 34, 27-28, лісове урочище «Антонівці-Свинодебри» | ДП «Кременецьке лісове господарство» | Рішення ВК ТОР від 13.12.1971 р. № 645                                                                 |                  |
| 61  | Гора «Червоний камінь»                  | 2.0       | Шумський район, с. Велика Іловиця, за 2 км на північний захід від села, Волинське лісництво кв. 18 вид. 12, кв. 32 вид. 1, лісове урочище «Антонівці-Свинодебри» | ДП «Кременецьке лісове господарство» | Рішення ВК ТОР від 13.12.1971 р. № 645                                                                 |                  |
| 62  | Гора «Уніяс»                            | 6.3       | Шумський район, с. Антонівці, Волинське лісництво, кв. 62 вид. 9, 10, кв. 63 вид. 11, лісове урочище «Антонівці-Свинодебри» | ДП «Кременецьке лісове господарство» | Рішення ВК ТОР від 19.11.1984 р. N320                                                                  |                  |
| 15  | Діброва «Зелений дуб»                   | 4.5       | Шумський район, с. Кутянка, Суразьке лісництво, кв. 28 вид. 6, лісове урочище «Зелений дуб» | ДП «Кременецьке лісове господарство» | Рішення ВК ТОР від 05.11.1981 р. № 589                                                                 |                  |
| 37  | Білокриницька бучина № 1                | 9.7       | Шумський район, с. Башківці, Білокриницьке лісництво, кв. 55 вид. 18, 19, кв. 59 вид. 4, лісове урочище «Антонівці-Свинодебри» | ДП «Кременецьке лісове господарство» | Рішення ТОР від 18.03.1994 р.                                                                          |                  |
| 38  | Білокриницька бучина № 2                | 7.6       | Шумський район, с. Башківці, Білокриницьке лісництво, кв. 55 вид. 21, кв. 59 вид. 6, лісове урочище «Антонівці-Свинодебри» | ДП «Кременецьке лісове господарство» | Рішення ТОР від 18.03.1994 р.                                                                          |                  |
| 65  | Стіжоцький сосняк                       | 23.0      | Шумський район, с. Стіжок, Волинське лісництво, кв. 54 вид. 1, лісове урочище «Антонівці-Свинодебри» | ДП «Кременецьке лісове господарство» | Рішення ВК ТОР від 30.08.1990 р. № 189, зі змінами, затвердженими рішенням ТОР від 27.04.2001 р. № 238 |                  |
| 66  | Антонівецький сосняк                    | 13.0      | Шумський район, с. Антонівці, Волинське лісництво, кв. 42 вид. 2, лісове урочище «Антонівці-Свинодебри» | ДП «Кременецьке лісове господарство» | Рішення ТОР від 18.03.1994 р.                                                                          |                  |
| 72  | Дуб звичайний (1 дерево)                | 0.01      | Шумський район, с. Вілія, Забарівське лісництво, кв. 45 вид. 2, лісове урочище «Вілія» | ДП «Кременецьке лісове господарство» | Рішення ТОР від 18.03.1994 р.                                                                          |                  |
| 73  | Дуб звичайний (1 дерево)                | 0.01      | Шумський район, с. Вілія, Забарівське лісництво, кв. 45 вид. 9, лісове урочище «Вілія» | ДП «Кременецьке лісове господарство» | Рішення ТОР від 18.03.1994 р.                                                                          |                  |
| 90  | Сосна звичайна (1 дерево)               | 0.01      | Шумський район, с. Кутянка, Суразьке лісництво, кв. 81 вид. 1, лісове урочище «Суразька дача» | ДП «Кременецьке лісового господарство» | Рішення ТОР від 18.03.1994 р.                                                                          |                  |
| 91  | Сосна звичайна (1 дерево)               | 0.01      | Шумський район, с. Кутянка, Суразьке лісництво, кв. 81 вид. 2, лісове урочище «Суразька дача» | ДП «Кременецьке лісового господарство» | Рішення ВК ТОР від 14.10.1967 р. № 737                                                                 |                  |
| 92  | Модрина європейська (1 дерево)          | 0.01      | Шумський район, с. Кутянка, Суразьке лісництво, кв. 116 вид. 5, лісове урочище «Суразька дача» | ДП «Кременецьке лісового господарство» | Рішення ТОР від 18.03.1994 р.                                                                          |                  |
| 113 | Дуб «Суразький»                         | 0.02      | Шумський район, с. Сураж, Суразьке лісництво, кв. 173 вид. 1, лісове урочище «Суразька дача», садиба лісництва | ДП «Кременецьке лісове господарство» | Рішення ВК ТОР від 30.08.1990 р. № 189                                                                 |                  |
| 114 | Дуби Тараса Шевченка                    | 0.02      | Шумський район, с. Сураж, Суразьке лісництво, кв. 173 вид. 1, лісове урочище «Суразька дача», садиба лісництва | ДП «Кременецьке лісове господарство» | Рішення ВК ТОР від 19.10.1967 р. № 737                                                                 |                  |
| 176 | Сосна Лесі Українки                     | 0.05      | Шумський район, с. Малі Садки, Суразьке лісництво, кв. 142 вид. 5, лісове урочище «Суразька дача» | ДП «Кременецьке лісове господарство» | Рішення ВК ТОР від 14.10.1967 р. № 734                                                                 |                  |
| 204 | Платан лондонський                      | 0.03      | Шумський район, с. Бриків, садиба сільськогосподарського підприємства | Бриківська сільська рада | Рішення ВК ТОР від 21.12.1974 р. № 554                                                                 |                  |
| 266 | Нездобниця                              | 7.11      | Шумський район, с. Шкроботівка, урочище «Нездобиця», південно-східна частина села | Шкроботівська сільська рада | Рішення ТОР від 17.06.2010 р. № 990                                                                    |                  |
| 1   | Суразький дендропарк ім. Дубровинського | 4.7       | Шумський район, с. Сураж, Суразьке лісництво, кв. 173 вид. 1, 6, лісове урочище «Суразька дача», садиба лісництва | ДП «Кременецьке лісове господарство» | Рішення ВК ТОР від 14.10.1967 р. № 734                                                                 |                  |
| 4   | Бобрів Гай                              | 47.0      | Шумський район, с. Бриків, лісоболотний масив у заплаві р. Кутянки | Бриківська сільська рада | Рішення ВК ТОР від 30.08.1990 р. № 189, зі змінами, затвердженими рішенням ТОР від 27.04.2001 р. № 238 |                  |